# Verstikkend gas
Verstikkende gassen zorgen ervoor dat het inwendige van de longen zodanig beschadigd wordt, dat al vrij snel - tot enige uren na blootstelling longoedeem met verstikking optreedt. Bekende strijdgassen zijn chloorgas, fosgeen en difosgeen.
Het chloorgas wordt opgenomen via de ademhaling en is bijzonder reactief in de aanwezigheid van waterdamp. Hierdoor tast het de longen en de slijmvliezen aan en kan het zo de dood door verstikking veroorzaken. De voornaamste symptomen zijn: gezicht, armen en handen kleuren grijs-zwart en verglaasde ogen.
Fosgeen (COCl2) is een giftig gas dat in de Eerste Wereldoorlog als strijdmiddel is
gebruikt. Het is een kleurloos gas dat naar hooi ruikt. Het wordt net als chloorgas opgenomen via de ademhaling en is zesmaal giftiger dan chloorgas. Het werkt sterk prikkelend op de longen bij inademing, ook in lage concentraties; naast de aanvankelijke prikkeling treedt ook na enige uren vaak longoedeem, wanneer de bloedvaten in de long beschadigd worden, waardoor ernstige ademnood kan ontstaan. Ook na maanden kunnen slachtoffers nog blijven hoesten en ook bloed ophoesten. Een concentratie in de inademingslucht van 800 ppm kan op termijn al fataal zijn. De maximale drempelconcentratie ligt bij slechts 0,1 ppm. Fosgeen wordt onder andere gebruikt bij de fabricage van tolueendi-isocyanaat.
Bij vervanging van een chlooratoom in fosgeen door een gechloreerde methoxygroep wordt difosgeen verkregen. Deze stof is minder verstikkend, maar heeft een sterker irriterende werking.